# José C. Paz
José C. Paz (Buenos Aires, 2 ottobre 1842 – Monte Carlo, 10 marzo 1912) è stato un politico, giornalista e filantropo argentino.
considerato uno degli esponenti di spicco della cosiddetta generazione dell'80 che guidò l'Argentina verso un'impetuosa crescita economica negli ultimi due decenni del XIX secolo.

## Biografia
Compì gli studi nella sua città natale poi, a causa della guerra civile, seguì la famiglia sfollata a Rosario. Un giorno scorse sulle acque del fiume Paraná la flottiglia dello stato secessionista di Buenos Aires diretta contro le postazioni dei confederati. Dopo aver gridato "Viva Buenos Aires!" si lanciò in acqua verso una cannoniera mentre i soldati dalla riva avevano iniziato a sparargli addosso. Nonostante le pallottole sparate, Paz riuscì a raggiungere la nave e a mettersi in salvo. Una volta rientrato nella sua città natale si arruolò nelle milizie locali comandate dal futuro presidente Bartolomé Mitre.
Prese parte alla battaglia di Pavón del 1861 che consacrò il trionfo di Buenos Aires sul resto della Confederazione. Lasciato l'esercito intraprese la carriera universitaria iscrivendosi alla facoltà di giurisprudenza dell'Università di Buenos Aires. Lo scoppio della guerra del Paraguay spinse Paz ad abbandonare momentaneamente gli studi e a fondare una società d'assistenza ai mutilati e agli invalidi.
Il 18 ottobre 1869 fondò il quotidiano La Prensa. Due anni dopo, durante l'epidemia di febbre gialla che mise in ginocchio la capitale argentina, Paz si prodigò nuovamente in iniziative a favore dei malati e degli orfani.
Nel 1874 appoggiò la rivolta guidata da Mitre contro il neoeletto presidente Nicolás Avellaneda, accusato di brogli. Paz in persona preso il comando di una milizia nell'area di Las Conchas e San Fernando riunendosi poi con il resto delle forze mitriste nel partido di Monte. Dopo la sconfitta delle forze ribelli a La Verde ad opera dell'esercito argentino, egli fuggì a Montevideo dove si laureò in giurisprudenza. Rientrò in Argentina nel 1879 e l'anno seguente fu eletto deputato. Rinunciò a quest'ultimo incarico nel 1883, dopo essere stato nominato ambasciatore argentino in Spagna. Risiedette a Madrid sino al 1885, quando fu trasferito all'ambasciata di Parigi. Rientrato definitivamente dalla Francia nel 1893, Paz riprese quindi la guida de La Prensa.
Nel 1900 incaricò l'architetto francese Louis-Marie Henri Sortais di realizzare un fastoso edificio per la sua famiglia a Buenos Aires, il celebre Palazzo Paz.
È sepolto presso il cimitero della Recoleta.